# Jeungpyeon
El jeungpyeon es una variedad de tteok (pastel de arroz coreano) que se elabora cociendo al vapor bolas de masa fermentada hecha con harina de arroz y vino de arroz como el makgeolli. Es una de las variedades de tteok que se sirven típicamente durante el verano, porque su sabor agridulce se cree que refresca cuando hace calor, además de ayudar a la digestión. No se sabe con certeza cuándo empezó a elaborarse el jeungpyeon, pero ha habido songhwa (상화), un tteok parecido hecho por fermentación desde el periodo Goryeo.